# María Elena Sagrera
María Elena Sagrera (Buenos Aires, 18 de marzo de 1931 - 4 de octubre de 2013) fue una actriz argentina que se destacó especialmente por sus trabajos en televisión. Participó en 38 ciclos televisivos entre 1959 y 2000, sobresaliendo en programas como Rolando Rivas, taxista y Un mundo de veinte asientos. Fue una de las actrices favoritas de Alberto Migré.

## Carrera
Sagrera fue una primera actriz cómico - dramática argentina que incursionó notablemente tanto en la pantalla chica como en el cine y el teatro. Se formó  en el Conservatorio Nacional de Arte Dramático, y su primera actuación la dio sobre el escenario para luego migrar a la pantalla grande y finalmente la televisión donde fue popular como elenco fijo de Alberto Migré.
Estuvo casada con el actor Fernando Labat.

## Televisión
- Gran teatro brillante (1959)
- Carola en el balcón (1960)
- Las sombras (1960)
- Las musimujeres (1960)
- Su comedia favorita (1965) (varios roles)
- Tres destinos (1966) (Martha)
- La pícara soñadora (1968)
- Adorable profesor Aldao (1969) como "Profesora Libonatti"
- Trampa para un play boy (1969) como "Eladia"
- El hombre que volvió de la muerte (miniserie) -Voz del personaje de Ekaterina Hansen- (1969)
- Inconquistable Viviana Hortiguera (1970) como "Profesora Libonatti"
- La pecosa (1971) como "Pirucha"
- Rolando Rivas, taxista (1972) como "Noemí Rivas"
- Alguien como vos (1973) (varios roles)
- Dos a quererse (1974) como "Florencia Fonseca"
- Tu rebelde ternura (1975) como "Greta"
- Los que estamos solos (1976) como "Doctora"
- Para todos (1977) (varios roles)
- El tema es el amor (1977) (varios roles)
- Un mundo de veinte asientos (1978) como "Amelia"
- Los que verán a Dios (1978) como "Irma"
- Fortín Quieto (1979)
- Un día 32 en San Telmo (1980) como "Eleonora".
- Hombres en pugna (1980)
- Daniel y Cecilia (1980)
- Quiero gritar tu nombre (1981) como "Madre superiora"
- Las 24 horas (1981) (varios roles)
- Los miserables (1981) como "Viuda de Magloare"
- Un callejón en las nubes (1982) como "Nelly"
- Nosotros y los miedos (1982) (varios roles)
- Ruggero (1983) como "madre de Ruggero"
- Amar al salvaje (1983) como "Felisa"
- Lucía Bonelli (1984) como "Hipólita"
- Tal como somos (1984) (varios roles)
- Los exclusivos (1984)
- Dos para una mentira (1986) como "Antonieta".
- Ficciones (1987) (varios roles)
- Tu mundo y el mío (1987) como "Inés"
- No va más (la vida nos separa) (1988) como "Delfina"
- Fiesta y bronca de ser joven (1992) como "Beba Trejo"
- Con pecado concebidas (1993) como " Estela Rodríguez"
- Tres minas fieles (1994)
- Con alma de tango (1994) como "Virola"
- Son cosas de novela (1996) (varios roles)
- Chúmbale (1996)
- Gasoleros (1998)
- Mamitas (1999)
- Buenos vecinos (2000) como "Irma"

## Cine
- Abuso de confianza (1950)
- El lado oscuro del corazón (1992)[4]

## Teatro
- La plaza de Berkeley
- Avivato
- El puente de Carlos Gorostiza
- La loca de Chaillot
- Medea
- La fierecilla domada
- El balcón
- Sabor a miel, junto a Soledad Silveyra, en el Teatro Astral.
- Del 900
- Las sombras de Antígona Vélez (Leopoldo Marechal)